# Gnoma vittaticollis
Gnoma vittaticollis es una especie de escarabajo longicornio del género Gnoma, tribu Gnomini, subfamilia Lamiinae. Fue descrita científicamente por Aurivillius en 1924.

## Descripción
Mide 21-28 milímetros de longitud.

## Distribución
Se distribuye por Indonesia y Filipinas.